# Сетецентрический принцип
Сетецентрический принцип — теория и практика создания центральных (центрических) сетей (структур) по определённому принципу для ведения военных (боевых) и других действий для достижения каких-либо целей, в деятельности человека, организации, общества, государства.

## Сетецентрический принцип и сетецентрические войны
- Сетецентрический принцип является одним из ключевых в военной реформе, которую «Пентагон» проводит с 1990-х годов. Согласно этому принципу, командование, а также каждая часть на поле боя, каждый танк и даже каждый солдат будут объединены в одну информационную сеть, будут обмениваться информацией, получать все необходимые сведения о противнике, что должно повысить боеспособность как всей армии, так и каждого её компонента.
- Концепция «сетецентрической войны» появилась в США в конце 1990-х годов[1]. По ней все рода войск видов вооружённых сил, средства связи и разведки, в том числе военные спутники и беспилотные летательные аппараты объединяются в единую систему для постоянного обмена информацией.

При такой организации рассеянные по большой территории боевые единицы смогут постоянно получать новые данные о целях и действиях частей противника, а руководство будет иметь реальную боевую картину. В оперативном плане сетецентрическая операция (война) такая операция, где используются современные информационные и сетевые технологии для интеграции географически рассредоточенных органов управления, средств разведки, наблюдения и целеуказания, а также группировок войск и средств поражения в высокоадаптивную, глобальную систему
Концепция предполагает активное использование беспилотных самолётов-разведчиков, высокоточного оружия, хорошо защищенных устойчивых каналов связи с высокой пропускной способностью, широкое использование средств радиоэлектронной борьбы.
Авторы концепции полагают, что таким образом войска смогут наносить удары по противнику с больших расстояний и непрерывно.
В технологическом плане «сетецентрическая система» требует внедрения новых систем управления, слежения, разведки, контроля, компьютерного моделирования.
- Противники концепции опасаются переизбытка информации, что может привести к снижению эффективности управления войсками. Также требуется менять традиционную централизованную систему военной организации и военную подготовку, организационно-штатную структуру армии.